# Jackson Maris
Jackson Maris (* 15. April 1993 in Edson) ist ein kanadischer Volleyballspieler.

## Karriere
Maris begann seine Karriere am Red Deer College in Alberta. Von 2011 bis 2016 studierte er an der University of Calgary und spielte im Universitätsteam Dinos. Anschließend ging der Zuspieler nach Schweden und spielte jeweils eine Saison bei Tierp Volley und Habo Volley. 2018 wurde er vom deutschen Bundesligisten United Volleys Frankfurt verpflichtet. 2019 spielte Maris beim Zweitligisten TV/DJK Hammelburg.